# Життя Тараса Шевченка (Павло Зайцев)
«Життя Тараса Шевченка» — монографія професора П. Зайцева, одного з провідних шевченкознавців ХХ століття.

## Історія написання і опублікування
Книга є підсумком багатолітньої праці видатного вченого Павла Зайцева, який розпочав наукові дослідження життя і творчості Т. Шевченка перед Першою світовою війною, зокрема у 30-х роках ХХ ст. провів велику роботу над «Повним виданням творів Тараса Шевченка» Українського Наукового Інституту в Варшаві як редактор цієї збірки і як автор ряду статей, коментарів до текстів і численних біографічних та бібліографічних приміток. Складена професором Зайцевим велика біографія «Життя Тараса Шевченка» була ним запланована як  перший том Повного видання творів Т. Шевченка у 16 томах. Уперше книгу було надруковано у Львові, у вересні 1939 року, але світу вона не побачила, бо саме в той час у Західну Україну війшли радянські  війська. Видрукувані аркуші було новою владою конфісковано й знищено. Уціліло кілька примірників у незброшурованих аркушах, які було вивезено на Захід, проте з огляду на німецьку цензуру під час Другої світової війни видати книгу не було змоги. Після війни готувалося видання в Баварії, але його реалізації завадили фінансові ускладнення видавництва після валютної реформи 1948 року. Готуючи книгу до цього видання, автор мав змогу доповнити свою працю новими дослідженнями. За цим текстом вийшла книжка «Життя Тараса Шевченка» (Нью-Йорк; Париж; Мюнхен, 1955). У 1988 році монографію було перекладено англійською мовою й видано в Канаді (Торонто, переклад Ю. Луцького). Факсимільне відтворення видання 1955 року виходило в Україні у 1994 та 2004 роках у серії «Бібліотека українського раритету».

## Про книгу
У  монографії запропоновано синтетичне дослідження біографії Шевченка у тісному зв’язку з розглядом його творів. Книгу написано на високому літературознавчому  рівні  й  водночас доступно широкому колу читачів. З. із захопливою психологічною глибиною автор розкрив внутрішній світ Шевченка; особистість письменника співвіднесено з його середовищем, розкрито у зв’язку  з  добою. Дослідження П. Зайцева завершене 1939 року, а отже й відбиває тогочасний рівень шевченкознавства й оперує тим фактичним матеріалом, що був опублікований до того часу, та книга не втратила свого наукового значення. Написана на підставі першоджерел, на високому професіональному рівні, об'єктивно, без загальних місць і ідеологічної заданості, вона є видатним досягненням шевченкознавства, поглиблює й інтерпретує на вищому рівні життєпис Шевченка , відомий раніше із книг М. Чалого й О. Кониського. Унаслідок драматичного перебігу історичних подій в Україні ця, єдина у своєму роді, правдива біографія Тараса Шевченка тривалий час була неприйнятною для цензурних приписів різної, часом протилежної орієнтації. Книга має багатий ілюстративний матеріал, а також розлогу бібліографію.

## Оцінки книги
У передмові до книги, написаній М. Глобенком, зазначалося, що «ця книга , втілюючи багатство всього дотеперішнього вільного дослідження біографії Тараса Шевченка, становить явище великої ваги не лише в українському літературознавстві, а й в історії української культури взагалі». Еміграційна преса відзначала, що праця Зайцева була «найкраща від часу появи двотомової монографії  Олександра Кониського»  (Проф. Павло Зайцев // Українське православне слово. 1965. Жовт. Ч.  10. С.  24).  У  рецензії на неї В. Дорошенко писав, що Зайцев, «ні на йоту не відступаючи від наукової правди, дав    нам  незвичайно  живу й пластичну, овіяну справжньою любов’ю  і  пієтизмом до великого поета-страдника  повість,  а не суху академічну розвідку»  (Літературна біографія Шевченка // Шевченко. Нью-Йорк, 1956. Річник  5. С.  40; Хроніка-2000. К., 2010. Вип.  4 (86): Зарубіжне шевченкознавство: (з матеріалів УВАН). Ч.  2). 
У післямові до книги доктор філологічних наук О. Мишанич зазначив, що перевидання цієї книги в Україні «є помітною віхою в нашому літературознавстві, розкриває і утверджує перед читачем новий, нетрадиційний образ Шевченка й водночас повертає із забуття добре ім'я її автора».